# Севим Али
Севим Мюстеджеб Али е български политик, член на ДПС. Председател на общинския съвет в Търговище в периода 2003 – 2007 година, и от ноември 2011. Съпруга на Танер Али, кмет на Община Антоново.

## Биография
Севим Али е родена на 14 март 1973 година в град Търговище. Завършва специалност „Химия и физика“ в ШУ „Епископ Константин Преславски“ и „Право“ във ВСУ „Черноризец храбър“.
Работила е като учител и кредитен специалист в банка. Близо година е била управител на търговско дружество.